# Клеома птахоніжкоподібна
Клеома птахоніжкоподібна (Cleome ornithopodioides) — вид рослин з родини Cleomaceae, поширений на Балканах, у Туреччині й Кіпрі.

## Опис
Однорічна трава рослина 15–60 см заввишки. Стебла нерозгалужені або мало розгалужені. Листочки лінійні, вузько еліптичні або еліптичні, 0.5–3 × 0.1–0.7 см. Суцвіття китицеподібне, вісь залозисто-запушена, з 7–30 квітками. Пелюстки білі, кремові або рожеві, часто з рожевими позначками. Коробочка лінійна, на ніжці чи сидяча, 25–35 × 1.5–2 мм. Насіння (4)10–20, червонувато-коричневе або строкате чорно-коричневе, яйцювато-кулясте.
Період цвітіння: червень — серпень.

## Поширення
Поширений на Балканах (Албанія, Болгарія, Греція, Македонія, європейська Туреччина) у Туреччині й Кіпрі; інтродукований на сході США.
Населяє відкриті місця, лісисті місцевості, пустирі.